# Dieburg
Dieburg er en by i den tyske delstat Hessen. Den var tidligere sæde for distriktet Dieburg, men er i dag en del af landkreis Darmstadt-Dieburg.

## Historie
Byen Dieburg blev første gang dokumenteret navngivet i 1492 i skattebøgerne til Hessen-Nassau ærkebispedømme. Byens navn er afledet fra det middelhøjtyske ord diot i betydningen "folk" og "burg" i betydningen "byborg". Dieburg referer derfor til folkets borg eller fæstning som er lokaliseret i byens centrum. Dieburg Museum, som ligger staselig i Fechenbach, har udstillinger af arkæologiske fund. Af speciel interesse er et relief fra Mithras-kulten, og en udstilling af farvehåndværkers værksted.
Byens våbenskjold viser Martin af Tours.

## Venskabsbyer
- Aubergenville, Frankrig (siden 1975)
- Vielau, Tyskland (siden 1990)
- Mlada Boleslav, Tjekkiet (siden 1997)